# Kuhnshof
Kuhnshof ist ein Wohnplatz im Ortsteil Leißnitz der Stadt Friedland im Landkreis Oder-Spree (Brandenburg). Er wurde 1846/47 durch den Ökonomen August Kuhn aus Beeskow neu aufgebaut.

## Lage
Kuhnshof liegt zwei Kilometer nordwestlich vom Altstadtkern von Friedland und rund 2,3 km nordöstlich vom Ortskern von Leißnitz auf der Gemarkung von Leißnitz. Der Wohnplatz ist über eine kleine Verbindungsstraße direkt von Leißnitz aus zu erreichen sowie durch einen Abzweig von der B 168. Der Wohnplatz liegt auf etwa 51 m ü. NHN. 2016 hatte der Wohnplatz 21 Einwohner.

## Geschichte
1846 kaufte der Ökonom August Kuhn aus Beeskow drei Bauernhöfe in Leißnitz. Außerdem kaufte er weitere, einzelne Ackerflächen hinzu. Nach der Separation errichtete er nun 1846/47 auf seinem Land ein landwirtschaftliches Gut, das nach dem Bauherrn und Besitzer Kuhnshof genannt wurde. Auf dem Urmesstischblatt 3851 Beeskow von 1846 ist das neue Gehöft noch als Ausbau zu Leißnitz bezeichnet. Nach Berghaus hatte es 1852 eine Größe von etwa 1000 Morgen. 1856 hatte Kuhnshof schon 23 Einwohner. 1861 wohnten in Kuhnshof in zwei Häusern 30 Menschen. 1864 war die Einwohnerzahl schon auf 47 Personen angestiegen.
1864 war Kuhnshof in den Besitz eines von der Lühe übergegangen. Dieser von der Lühe wurde 1874 zum Amtsvorsteher des Amtsbezirks 17 Leißnitz bestimmt. Das Werk Die Gemeinden und Gutsbezirke des Preussischen Staates und ihre Bevölkerung verzeichnet für 1871 nur noch ein Wohnhaus und 44 Einwohner.
1879 gehörte Kuhnshof einem von Lüdecke. Das Gut umfasste insgesamt 250,40 ha, davon waren 191,92 ha Acker, 16,18 ha Wiesen, 14,75 ha Weiden und 27,55 ha Wald. Der Grundsteuerreinertrag betrug 1293,57 Mark. 1881 hatte Kuhnshof 41 Einwohner.
1882 hat Kuhnshof erneut den Besitzer gewechselt; das Hofgut gehörte nun dem Hauptmann a. D. und Wirtschaftsdirigenten Julius von Schickfuß. Er starb allerdings schon am 30. Oktober 1883. Seine Witwe Caroline von Schickfuß wirtschaftete noch bis mindestens 1885 weiter, zusammen mit ihrem Sohn Moritz von Schickfuß als Administrator. Das Gut war nun mit 153 ha Gesamtfläche etwas kleiner geworden. Insgesamt wurden 106 ha Acker, 16 ha Wiesen, 6 ha Hutung und 25 ha Wald bewirtschaftet. Der  Grundsteuerreinertrag betrug 703 Mark. Auf dem Hof wurde eine Stärkefabrik mit einem Göpel betrieben. Schwerpunkt der Wirtschaft war die Kälberaufzucht (Holländer Rasse) und der Milchverkauf nach Beeskow. 1891 war ein Baron von Sobieraiski Besitzer des Kuhnshofes.
Bis 1896 hatte Kuhnshof wiederum den Besitzer gewechselt; nun gehört er dem Freiherrn von Puttkamer. Als Schwerpunkt der Wirtschaft ist nun die Zucht von Yorkshire-Schweinen vermerkt. 1903 gehörte der Kuhnshof Günther Kreis. Bis 1907 wechselte der Kuhnshof abermals den Besitzer. Nun sind die Mediziner Professor Dr. Ernst Grawitz (* 18. März 1860, † 11. Juli 1911) und Dr. Axel Redes, Charlottenburg als Besitzer vermerkt. Sie ließen den Hof von einem  Administrator Fritz Loppnow verwalten. Hauptsächlich wurde Milchwirtschaft betrieben, die Milch wurde in die Sammelmolkerei nach Friedland geliefert. Die Gesamtgröße ist nun mit 173 ha angegeben, davon waren 119 ha Acker, 16 ha Wiesen, 22,5 ha Wald, 14 ha Unland und 1 ha Wasser. Der Grundsteuerreinertrag betrug 735 Mark. Auf dem Hof standen 8 Pferde, 25 Stück Rindvieh, davon 20 Kühe und 10 Schweine.
Bis 1914 hatte der Besitzer schon wieder gewechselt. Kuhnshof gehörte nun einem E. Tamm. Das Gut hatte nun eine Gesamtgröße von 173 ha, davon 127 ha Acker, 16 ha Wiesen, 22,5 ha Wald, 6 ha Unland und 1 ha Wasser. Auf dem Hof wurden 9 Pferde, 36 Stück Rindvieh, 7 Kühe und 200 Schweine gehalten. Der Grundsteuerreinertrag war auf 872 Mark angesetzt. Der neue Besitzer setzte nun auf Schweinemast.
1921/1923 war der Eigentümer des Kuhnshof ein Dr. Arturo Crespo. Unter der Rubrik Industrielle Anlagen ist eine Molkerei vermerkt. An Tierbestand sind 8 Pferde, 31 Stück Rindvieh, 16 Kühe, 37 Schafe und 5 Schweine aufgeführt. Nun wurde wieder primär Milchwirtschaft betrieben. Bis 1929 hatte der Kaufmann Karl Greiner den Kuhnshof erworben. Die Gesamtgröße des Gutes ist nun mit 178 ha angegeben.
1945 wurden Umsiedler aus dem früheren Kreis Crossen (heute im Wesentlichen Powiat Krośnieński, Woiwodschaft Lebus, Polen) hier angesiedelt. Heute sind zwei landwirtschaftliche Betriebe und kleinere Dienstleistungsbetriebe in Kuhnshof angesiedelt.

## Sehenswürdigkeit
Das Gutshaus wurde 1846/47 von August Kuhn erbaut. Es ist zwar kein eingetragenes Baudenkmal, aber durchaus sehenswert.